# Crocidura goliath
Crocidura goliath es una especie de musaraña (mamífero placentario de la familia Soricidae).

## Distribución geográfica
Se encuentra en Camerún, República Centroafricana, República del Congo, República Democrática del Congo, Guinea Ecuatorial, Gabón y posiblemente también en Costa de Marfil, Guinea y Liberia.